# Binta Jammeh-Sidibe
Aja Binta Jammeh Sidibe (Banjul, años 1950) es una activista de Gambia en favor de los derechos de las mujeres y especialmente en la lucha contra la mutilación genital femenina. Es Directora Ejecutiva de la Asociación para el Avance de Mujeres y Niñas de Gambia APGWA/SOBEY.

## Trayectoria
Nació en Banjul. Sus padres Natoma Marong Jammeh y Alhagie Karamo Jammeh llegaron a la capital desde el municipio de Illiassa en la región del Nrth Bank del Distrito Lower Badibou.
Entre 1967 y 1974 estudió secundaria con altas calificaciones especialmente en inglés, matemáticas, ciencias y francés. De 1974 a 1975 consiguió una beca del gobierno. Sus buenos resultados académicos le permitieron lograr una nueva beca esta vez para estudiar en la Universidad Indiana en Estados Unidos de 1975 a 1976 historia de África y sociología.
En 1978 regresó a Gambia y trabajó en un estudio socioeconómico sobre el turismo de su país. Entre noviembre de 1978 y 1979 trabajó como auxiliar administrativa en la Embajada de Estados Unidas en Banjul.
Entre 1979 y 1988 trabajó para la Agencia de los Estados Unidos para el Desarrollo Internacional USAID como responsable de entrenamiento.
Posteriormente ha trabajado en diversas áreas, en la dirección del Gambia Technical Training Institute (GTTI) desde 2002, fue miembro del Consejo Nacional de la Mujer entre 1987 y 1988.
Coordina grupos de mujeres en 90 aldeas en las que trabajan en empoderamiento económico, salud y derechos reproductivos y derechos políticos y religiosos de las mujeres. La organización ha destacado por la lucha contra la mutilación genital femenina.
Como Directora Ejecutiva de la Asociación para el Avance de Mujeres y Niñas de Gambia APGWA/SOBEY en diciembre de 2015 escribió una carta al entonces Presidente de Gambia Yahya Jammeh agradeciendo la decisión de prohibir la mutilación genital femenina en el país.
Pertenece a diversas redes internacionales y es madre de cinco hijos.

## Premios y reconocimientos
En 1998 recibió el Premio Internacional de Amnistía Internacional en Alemania, en conmemoración del 50 Aniversario de la Declaración de Derechos Humanos de la ONU.